# Cataxia bolganupensis
Cataxia bolganupensis là một loài nhện trong họ Idiopidae.
Loài này thuộc chi Cataxia. Cataxia bolganupensis được Barbara York Main miêu tả năm 1985.